# Заботкина, Ольга Леонидовна
О́льга Леони́довна Забо́ткина (18 января 1936, Ленинград — 21 декабря 2001, Москва) — советская артистка балета и киноактриса, солистка Ленинградского театра оперы и балета им. Кирова в 1953—1977 годах. Заслуженная артистка РСФСР (1960).

## Биография
Прадед Ольги Заботкиной, Дмитрий Степанович, был военным инженером; отец, Леонид Дмитриевич (1902—1942), учился в Николаевском кадетском корпусе, затем — в Пажеском, обучение в котором прервала революция. Окончил Ленинградский институт путей сообщения и работал инженером, умер во время блокады.
Мать Ольги, Маргарита Михайловна Оленёва (1905—1995), была дочерью действительного статского советника Михаила Львовича фон Лёвенштерна. 6 ноября 1934 года она вышла замуж и сменила фамилию, но после развода вернула девичью фамилию. Выжила в блокаду и работала в Ленинградском музее этнографии.
Ольга Заботкина родилась 18 января 1936 года в Ленинграде.
В 1953 году окончила Ленинградское хореографическое училище. С 1953 по 1977 год работала в труппе Ленинградского театра имени Кирова. Была яркой характерной танцовщицей ленинградской сцены. Классическая строгость формы сочеталась в искусстве балерины с тонким чувством стиля национального танца.
С 1965 по 1970 год была замужем за фаготистом оркестра театра имени Кирова Сергеем Красавиным, в 1980 году вышла замуж за поэта-пародиста Александра Иванова. Когда Иванов стал телеведущим передачи «Вокруг смеха», Заботкиной пришлось оставить сцену, переехать в Москву и стать секретарём мужа.
Она пережила мужа на пять лет. Последние несколько лет сильно болела, почти не выходила на улицу, никого не приглашала к себе. «Я не хочу, чтобы вы меня такой видели», — отвечала друзьям по телефону.
Умерла она в Москве 21 декабря 2001 года в 65 лет. По воле покойной её прах доставлен в Санкт-Петербург из Москвы. Похоронена на Смоленском кладбище.

## Фильмография
- 1955 — «Два капитана» — Катя Татаринова
- 1955 — «Неоконченная повесть» — Надя, студентка
- 1956 — «Концерт артистов ленинградской эстрады и театров» (фильм-концерт)
- 1957 — «Дон Сезар де Базан» — Маритана
- 1962 — «Черёмушки» — Лида Бабурова, экскурсовод в архитектурном музее
- 1964 — «Спящая красавица», фильм-балет — Королева
- 1969 — «Лебединое озеро», фильм-балет — Испанский танец